# حافظه‌های تصادفی
«حافظه های با دسترسی تصادفی» (به انگلیسی: Random Access Memories) یک آلبوم از گروه موسیقی موسیقی هاوس دفت پانک است که در ۱۷ مه ۲۰۱۳ منتشر شد.
این آلبوم شامل 11 قطعه با کلام و 2 قطعه ی بی کلام است.
این آلبوم موفق ترین آلبوم گروه دفت پانک با 5 جایزه گرمی از جمله بهترین آلبوم سال است.